# Андреас Кледен
Андреас Кледен (нім. Andreas Klöden, 22 червня 1975) — німецький велогонщик.
Бронзовий призер Олімпійських Ігор 2000 року в груповій шосейній гонці, учасник 2004 року.
Бронзовий призер Чемпіонату світу з велоперегонів на шосе 1996 року в роздільній гонці до 23 років.